# Lettre infinie
Albums de -M-
Îl
(2012) Rêvalité
(2022)
Singles
1. Superchérie
Sortie : 13 décembre 2018
2. Lettre Infinie
Sortie : 14 janvier 2019
3. Grand petit con
Sortie : 25 mars 2019

Lettre infinie est le sixième album studio de -M-, sorti le 25 janvier 2019. 
Il succède à l'album Îl paru en 2012. Deux extraits sont publiés avant la sortie de l'album : Superchérie le 13 décembre 2018 et Lettre infinie le 14 janvier 2019.

## Histoire
La liste des pistes est dévoilée le 24 novembre 2018 et l'album sort le 25 janvier 2019.

## Album

### Artwork
L'artwork[Quoi ?] représente une imbrication de la lettre M alterné noir et blanc. En bas au centre se trouve un portrait du chanteur coiffé d'une perruque dorée.

### Contenu
Le morceau Superchérie est écrit avec le musicien Thomas Bangalter, membre du duo Daft Punk. Le morceau L'Alchimiste est écrit par Brigitte Fontaine.
La fille de Matthieu Chedid, Billie, prête sa voix à huit morceaux sur l'album, pour les chœurs notamment. Le dernier morceau de l'album lui est par ailleurs dédié.
L'Autre Paradis est une chanson dédiée à Raphaël Hamburger, ami du chanteur, et fils de Michel Berger et France Gall auxquels il est rendu hommage. Le titre est un clin d'œil à la chanson de Berger Le Paradis blanc.
Une seule corde, qui évoque les débuts à la guitare de Matthieu Chedid, a été écrite avec David McNeil, qui lui a appris les accords fondamentaux de l'instrument quand il était jeune.

### Liste des titres
| Lettre infinie | Lettre infinie       | Lettre infinie | Lettre infinie | Lettre infinie | Lettre infinie | Lettre infinie | Lettre infinie | Lettre infinie | Lettre infinie |
| No             | Titre                | Durée          |                |                |                |                |                |                |                |
| -------------- | -------------------- | -------------- | -------------- | -------------- | -------------- | -------------- | -------------- | -------------- | -------------- |
| 1.             | Lettre infinie       | 3:09           |                |                |                |                |                |                |                |
| 2.             | Superchérie          | 3:43           |                |                |                |                |                |                |                |
| 3.             | Massaï               | 3:46           |                |                |                |                |                |                |                |
| 4.             | Logique est ton écho | 3:01           |                |                |                |                |                |                |                |
| 5.             | Grand Petit Con      | 3:26           |                |                |                |                |                |                |                |
| 6.             | L.O.Ï.C.A.           | 2:58           |                |                |                |                |                |                |                |
| 7.             | Adieu mon amour      | 4:42           |                |                |                |                |                |                |                |
| 8.             | L'Alchimiste         | 2:48           |                |                |                |                |                |                |                |
| 9.             | Thérapie             | 2:59           |                |                |                |                |                |                |                |
| 10.            | Une seule corde      | 2:31           |                |                |                |                |                |                |                |
| 11.            | Si près si...        | 3:27           |                |                |                |                |                |                |                |
| 12.            | L'Autre Paradis      | 3:50           |                |                |                |                |                |                |                |
| 13.            | Billie               | 3:10           |                |                |                |                |                |                |                |
| 43:30          |                      |                |                |                |                |                |                |                |                |

## Musiciens de l'album
- Matthieu Chedid : chant, guitare, piano, synthétiseur, basse, rhodes, wurlitzer, guitare acoustique, choeurs
- Billie Chedid : chant, chœurs
- Thomas Bangalter[9] : synthétiseur, choeurs
- Cyril Atef : batterie, n'kul
- Vincent Ségal : violoncelle
- Brad Thomas Ackley : guitare, basse, synthétiseur, sampler, space piano
- Pierre Juarez : batterie, synthétiseur, TR-808
- Zdar : charleston ou hi-hat (instrument de musique), shaker
- Jean-Pierre Janiaud : choeurs
- Hubert Blanc-Francard : synthétiseur
- Michel Portal : clarinette
- Pierre Boscheron : sampler, synthétiseur, orgue moustique